# Costoanachis similis
Costoanachis similis är en snäckart som först beskrevs av Henry William Ravenel 1861.  Costoanachis similis ingår i släktet Costoanachis och familjen Columbellidae. Inga underarter finns listade i Catalogue of Life.